# Де Марс, Анн-Мария
Анн-Мария Де Марс (англ. AnnMaria De Mars), до замужества Анн-Мария Бернс (англ. Ann-Maria Burns) — американская дзюдоистка. Победительница от сборной США в Чемпионате мира по дзюдо 1984 года среди женщин в весовой категории 56 кг, первая победительница в Олимпийском дзюдо от США. Является матерью Ронды Раузи, дзюдоистки (бронзовый призёр Олимпиады 2008 года) и бойца смешанного стиля. Вторая дочь — Мария Бернс Ортис, спортивный журналист.

## Карьера в дзюдо
Де Марс выиграла свой первый титул в USJA Junior Nationals в возрасте до 16 лет. Одновременно продолжала учиться, получив в 1978 году диплом колледжа при Университете Вашингтона по бизнес-специальности. В последующем также выиграла US Senior Nationals, чемпионат США среди студентов и открытый чемпионат США. Однако в те годы не было чемпионата мира по дзюдо для женской категории, и по этой причине Де Марс решила учиться дальше и поступила в Университет Миннесоты.
1983 стал плодотворным в карьере спортсменки. Де Марс побеждала в Панамериканских играх и US Senior Nationals. Также выиграла кубки в Австрии и Канаде. После небольшого перерыва в спортивной деятельности она приняла участие (под именем Анн-Мария Бернс) в чемпионате мира по дзюдо 1984 года и завоевала золотую медаль — первую в этом виде спорта для США.

## Карьера после дзюдо
Завершив спортивную карьеру в дзюдо, Де Марс вышла замуж второй раз. В этом браке родилась её третья дочь — Ронда Раузи, которая также была успешна в стиле дзюдо, заняв третье место на Олимпийских играх 2008. Де Марс продолжила образование и закончила Калифорнийский университет по специальности «философия», получив PhD по образовательной психологии. Преподавала в течение нескольких лет в Северной Дакоте.
После смерти мужа в 1995 году, в 1997 снова вышла замуж и переехала в Южную Калифорнию, где проживает по сей день. В 1998 году родила четвёртого ребёнка.
С 2001 года ведёт правозащитную и социальную деятельность в плане поддержки индейских резерваций. В 2006 была избрана вице-президентом USJA.

## Интересные факты
По воспоминаниям Ронды Раузи, её мать Анн-Мария Де Марс каждое утро будила её, проводя показательный приём «рычаг локтя». Такая тренировка с детства настолько закрепила этот приём у Ронды, что она выиграла им почти все свои бои в ММА, этот приём считается её коронным приёмом.